# Лас-Ломас (Техас)
Лас-Ломас (англ. Las Lomas) — переписна місцевість (CDP) в США, в окрузі Старр штату Техас. Населення — 3054 особи (2020).

## Географія
Лас-Ломас розташований за координатами 26°21′50″ пн. ш. 98°46′29″ зх. д. / 26.36389° пн. ш. 98.77472° зх. д. (26.363831, -98.774649).  За даними Бюро перепису населення США в 2010 році переписна місцевість мала площу 1,02 км², уся площа — суходіл.

## Демографія
Згідно з переписом 2010 року, у переписній місцевості мешкало 3147 осіб у 777 домогосподарствах у складі 711 родини. Густота населення становила 3091 особа/км².  Було 839 помешкань (824/км²).
Расовий склад населення:
| - 99,0 % — білих - 0,2 % — чорних або афроамериканців - 0,1 % — азіатів |

До двох чи більше рас належало 0,0 %. Частка іспаномовних становила 89,6 % від усіх жителів.
За віковим діапазоном населення розподілялося таким чином: 38,7 % — особи молодші 18 років, 54,9 % — особи у віці 18—64 років, 6,4 % — особи у віці 65 років та старші. Медіана віку мешканця становила 24,3 року. На 100 осіб жіночої статі у переписній місцевості припадало 94,6 чоловіків;  на 100 жінок у віці від 18 років та старших — 91,1 чоловіків також старших 18 років.
Середній дохід на одне домашнє господарство  становив 33 081 долар США (медіана — 24 934), а середній дохід на одну сім'ю — 29 783 долари (медіана — 24 181). Медіана доходів становила 22 813 долари для чоловіків та 20 046 доларів для жінок. За межею бідності перебувало 49,6 % осіб, у тому числі 60,7 % дітей у віці до 18 років та 5,1 % осіб у віці 65 років та старших.
Цивільне працевлаштоване населення становило 1197 осіб. Основні галузі зайнятості: освіта, охорона здоров'я та соціальна допомога — 23,7 %, роздрібна торгівля — 18,5 %, будівництво — 16,6 %.